# Loyal Like Sid & Nancy
«Loyal Like Sid & Nancy» (Traducido: Leal como Sid y Nancy) es una canción de la banda de indie pop Foster the People, de su tercer álbum de estudio Sacred Hearts Club. Fue lanzado el 30 de junio de 2017 como su segundo sencillo.

## Antecedentes y lanzamiento
Mark Foster empezó a escribir esta canción junto a Isom Innis hacia la finalización del tour de su segundo álbum de estudio Supermodel. Foster indicó que esta fue la canción que más tiempo les tomó para terminar del álbum, pues la música tuvo varias repeticiones hasta acordar que se presentaría en un formato de tres actos; también las letras fueron un reto tanto como lo fueron las partes vocales para equilibrar la sensualidad y la agresividad de ambas. Otra de las dificultades de la canción era el mensaje en un tono político, puesto que aborda temas como el asesinato de Eric Garner y el movimiento social Black Lives Matter. El título de la canción hace referencia a la relación entre el bajista de Sex Pistols Sid Vicious y su novia Nancy Spungen.
La canción fue lanzada como sencillo el 30 de junio de 2017 en varias plataformas de streaming como Spotify. También estuvo disponible para la preventa cuando se compraba el álbum en iTunes.

## Composición
"Loyal Like Sid & Nancy" es una canción electrónica con influencias de hip hop. Fue escrita por Mark Foster e Isom Innis; este último también responsable de su producción. El último estribillo de la canción fue inspirado por una cita memorable de Gene Wilder en Willy Wonka & the Chocolate Factory. Foster también reveló que la parte hablada de la canción tuvo diferentes variaciones en su contenido lírico, incluyendo partes de Pure Imagination que luego fueron quitadas.